# Fondation Anne et Robert Bloch
La Fondation Anne et Robert Bloch (FARB) est une association suisse consacrée à la culture patrimoniale du canton du Jura.
Créée le 2 décembre 1993, son siège social est situé à Delémont, à l’Espace culturel de la FARB. Ses domaines d'activité sont la promotion des beaux-arts, des arts audiovisuels, de la musique, des belles-lettres ou encore des arts de la scène.
À ce titre, la fondation accueille différentes expositions et manifestations, remet un prix annuel et adjuge une bourse pour le perfectionnement professionnel.
Depuis 2019, la FARB est membre du fOrum culture, la fédération des actrices et acteurs culturels du Jura bernois, du canton du Jura et de la ville de Bienne.